# NN-201
La carretera NN-201 es una vía departamental secundaria ubicada en el departamento de Masaya. Tiene una longitud total de 8.6 kilómetros y conecta la zona conocida como La Curva - Cuatro Esquina de los Jirones, en el municipio de Niquinohomo, con la comunidad de Hojachigüe. Esta carretera fue inaugurada en 2024 como parte de un programa de mejoramiento vial en la región.

## Trazado y cruces
El siguiente cuadro muestra el recorrido aproximado de la carretera:
| km  | Localidad                                | Departamento | Conexión / Ruta |
| --- | ---------------------------------------- | ------------ | --------------- |
| 0.0 | La Curva - Cuatro Esquina de los Jirones | Masaya       |                 |
| 3.5 | Comarca Veracruz                         | Masaya       |                 |
| 8.6 | Hojachigüe                               | Masaya       |                 |